# Upplands runinskrifter 681
Upplands runinskrifter 681 är en vikingatida runsten av diabas i Skoklosters kyrka, Skoklosters socken och Håbo kommun. Runstenen är cirka 1,07 meter hög, 0,55 meter bred och 0,30 meter tjock. Runhöjden är 4,5 till 6 centimeter. Stenen hittades mellan Skoklosters kyrka och Skokloster slott 1743.

## Inskriften
Translitterering av runraden:
: þialfi : risti : stin : þisa : aftiʀ : uik-- (b)(r)uþur:sun sin : kuþ : ihlbi : silu : uikiks :
Normalisering till runsvenska:
Þialfi ræisti stæin þennsa æftiʀ Vik[ing], broðursun sinn. Guð hialpi sialu Vikings.
Översättning till nusvenska:
Tjälve reste denna sten efter Viking, sin brorson. Gud hjälpe Vikings själ.